# Bobby Prescott
George Bertrand "Bobby" Prescott (27 de marzo de 1931 - 2 de agosto de 2020) fue un jugador de béisbol profesional panameño, jardinero, primera base y tercera base que tuvo una carrera de 19 años, de 1952 a 1970., en el béisbol de ligas menores de América del Norte y una breve prueba con los Atléticos de Kansas City de las Grandes Ligas de 1961. Fue un prolífico bateador de jonrones durante su carrera en las ligas menores, destrozando 398 jonrones de ida y vuelta en 7,482 turnos al bate, eclipsando la marca de 30 jonrones cinco veces y dos veces liderando la Liga Mexicana en esa categoría.

## Carrera
Nacido en Colón, Prescott bateó y lanzó como diestro, quedó 5 pies 11 pulgadas (1,8 m) de altura y pesaba 180 libras (81,6 kg). Inicialmente firmó con los Piratas de Pittsburgh en 1952 y lideró la Clase A de la Liga Occidental en carreras anotadas (137) en 1954. Jugó en 143 partidos para las Estrellas de Hollywood de la Liga de la Costa del Pacífico de clasificación abierta de 1955 y luego fue seleccionado por los Gigantes de Nueva York. Prescott jugó cinco años en los niveles Clase A, Doble-A y Triple-A del sistema agrícola de los Gigantes, y bateó más de .300 para los Phoenix Giants de 1958-1959 antes de ser adquirido por los Atléticos antes de la temporada de 1961. En 1961, Prescott realizó su mejor temporada en Triple-A, bateando .301 con 32 jonrones y 101 carreras impulsadas para los Hawaii Islanders. La temporada también estuvo marcada por el único servicio de Prescott en la MLB. Llamado por los Atléticos en junio, apareció en diez juegos, siendo titular en dos juegos en el jardín izquierdo, bateando como emergente en siete y apareciendo en un concurso como corredor emergente. El 27 de junio, Prescott registró su único hit en las Grandes Ligas, un sencillo ante Billy Hoeft de los Orioles de Baltimore en un papel de emergente. Prescott regresó a la PCL durante el resto de 1961 y todo 1962, luego pasó las últimas ocho temporadas de su carrera como jugador en la Liga Mexicana, conectando 37, 39, 41, 32 y 26 jonrones en temporadas consecutivas (1964-1968).